# Joshua Pittman
Abdul Joshua Pittman  (n. 14 de julio de 1976, Winston-Salem, Estados Unidos) es un exjugador de baloncesto estadounidense que jugaba en la posición de escolta cuyo último equipo fue el club argentino Centro Juventud Sionista de la LNB, máxima división de Argentina.

## Carrera

### NCAA
Inició su carrera en el baloncesto en la Universidad de Carolina del Norte en Asheville donde disputó las temporadas 1996-97 y 1997-98 de la NCAA, promediando 18,4 puntos, 4,3 rebotes y 1,8 robos por partido en su tercer año de estudio y 18 puntos, 4,9 rebotes y 1,9 robos por partido en su último año. Durante su primera temporada en la NCAA, su equipo logró el primer lugar de la temporada regular de la Big South Conference gracias al promedio de puntos más alto de la temporada de Pittman y el sexto mejor récord en la historia de la escuela. El año siguiente el equipo logró por primera vez repetir el título de campeones de la liga regular de baloncesto. Consecuentemente, Pittman se convirtió en el segundo Big South Player en haber sido nombrado jugador de la conferencia en 2 oportunidades. 
Finalizó su carrera universitaria con 1547 puntos (la cantidad más alta en la historia de la institución) y sus 175 robos fueron récord en ese momento. En la actualidad forma parte del salón de la fama de la Big South Conference.

#### Estadísticas[5]
| Año     | Equipo        | PJ | PT | MPP  | %TC  | %3P  | %TL  | RPP | APP | ROB  | TPP  | PPP  |
| ------- | ------------- | -- | -- | ---- | ---- | ---- | ---- | --- | --- | ---- | ---- | ---- |
| 1996-97 | UNC Asheville | 28 | 28 | 34,3 | 48,5 | 32,8 | 72,6 | 4,9 | 1,7 | 1,9  | 0,8  | 18   |
| 1997-98 | UNC Asheville | 28 | 28 | 31,7 | 45,6 | 34,4 | 62,4 | 4,3 | 1,9 | 1,8  | 0,9  | 18,4 |
| Total   |               | 56 | 56 | 33   | 47,5 | 33,6 | 67,5 | 4,6 | 1,9 | 1,85 | 0,85 | 18,2 |

### Profesional
En 1998 firmó con el club argentino Peñarol de Mar del Plata realizando su debut profesional y promediando en su primera temporada 21,8 tantos por partido. Se mantuvo en el club hasta enero del 2002 cuando se mudó al club italiano Bignami Castelmaggiore de la LegaDue italiana donde en 18 partidos promedió 11,6 puntos y 3,9 rebotes. Ese mismo año jugó en el club Asheville Altitude de la NBA Development League y en enero de 2003 volvió a Argentina para jugar en Quilmes de Mar del Plata, donde disputó 24 partidos y promedió 26,1 puntos por juego, siendo el goleador de la liga 2002/03. 
La siguiente temporada firmó con el club Atenas de Córdoba donde disputó la Liga Sudamericana de Clubes y en 12 partidos promedio 20,8 puntos, además participó en 43 juegos de la LNB promediando 21,4 puntos. En diciembre de 2004, cuando Pittman se encontraba disputando su segunda temporada en el club, fue suspendido por tres meses al dar positivo para marihuana en un control de dopaje. El resto de la temporada lo disputó en el club venezolano Gatos de Monagas donde en 23 juegos promedió 21,9 puntos. En la temporada 2005-06 Pittman retornó a Peñarol de Mar del Plata pero solo permaneció en el club hasta noviembre de 2005, cuando se mudó al Delfines de Miranda de Venezuela. 
Retornó al club mardelplatense para disputar la temporada 2006-07 y una vez finalizada la misma se incorporó al club Libertad de Sunchales. En el primer partido de la segunda fase de la temporada 2007-08, frente a Belgrano de San Nicolás, Pittman volvió a dar positivo para marihuana en un test de dopaje por lo que fue despedido del club y el Tribunal de Disciplina de la LNB lo sancionó con tres años de suspensión. Inicialmente se buscó elevar la sanción a la Agencia Mundial Antidopaje para que Pittman no pueda volver a jugar en ningún club durante ese período; sin embargo, en el año 2008, Pittman fue contratado por el Halcones UV Córdoba de México, donde desarrolló su carrera hasta diciembre de 2009. 
El año siguiente, Pittman retornó a la LNB, al Club Obras Sanitarias de la Nación donde fue dirigido por Julio Lamas, el mismo técnico que se encontraba en Libertad de Sunchales cuando el estadounidense se vio obligado a abandonar la liga. Tras una temporada, retornó al club santafesino Libertad por un año, donde en 44 juegos promedió 15.3 puntos. La temporada siguiente fichó para el club Centro Juventud Sionista de la ciudad de Paraná para disputar la Liga Nacional de Básquet 2012-13. Renovó por una temporada más y participó de la Liga Nacional de Básquet 2014-15 hasta diciembre de 2014, cuando decidió retirarse.

## Trayectoria profesional
- Peñarol de Mar del Plata - ( Argentina): 1998 - 2002.
- Bignami Castelmaggiore -  Italia: 2002
- Asheville Altitude - ( Estados Unidos): 2002 - 2003.
- Quilmes de Mar del Plata - ( Argentina): 2003.
- Atenas de Córdoba - ( Argentina): 2003 - 2004.
- Gatos de Monagas - ( Venezuela): 2005.
- Peñarol de Mar del Plata - ( Argentina): 2005.
- Delfines de Miranda - ( Venezuela): 2005 - 2006.
- Peñarol de Mar del Plata - ( Argentina): 2006 - 2007.
- Libertad de Sunchales - ( Argentina): 2007
- Halcones UV Córdoba - ( México): 2008 - 2009.
- Obras Santarias - ( Argentina): 2010 - 2011.
- Libertad de Sunchales - ( Argentina): 2011 - 2012.
- Sionista - ( Argentina): 2012 - 2014.

## Palmarés

### Campeonatos nacionales
- Super 8 2006 - Peñarol ( Argentina).
- Copa Desafío 2007 - Peñarol ( Argentina).

### Campeonatos internacionales
- Liga Sudamericana de Clubes 2004 - Atenas de Córdoba ( Argentina).
- Torneo InterLigas de Básquet 2011 - Obras Sanitarias ( Argentina).

### Consideraciones personales
- Premio al mejor Baloncestista Masculino del Año de la Big South Conference - 1996–97.
- Premio al mejor Baloncestista Masculino del Año de la Big South Conference - 1997–98.
- Salón de la fama de la Big South Conference.
- Máximo anotador de la LNB - 2002-03: Quilmes de Mar del Plata.
- Mejor quinteto de la LNB: 2006-07.
- Mejor Extranjero de la LNB: 2003-04.
- Juego de las Estrellas de la LNB: 2004, 2005, 2007, 2011, 2012.[11]
- Jugador Más Valioso del Juego de las Estrellas de la LNB: 2004.